# Stenia fusalis
Stenia fusalis là một loài bướm đêm trong họ Crambidae.